# Call (徳永英明の曲)
「call」（コール）は、2001年1月31日に発売された德永英明30枚目のシングル。

## 解説
前作「種」から僅か2ヶ月でのシングル。
德永がメインキャスターを務めるTBSテレビ系「スーパーサッカー」メインテーマ。
本作からマキシシングルでの発売。
キングレコードからの最後のシングルとなった。

## 収録曲
全曲　作詞・作曲：德永英明　編曲：瀬尾一三
1. call
2. －君がくれた愛のしるし－
3. 〜 I'm Free 〜